# Плита Окінава

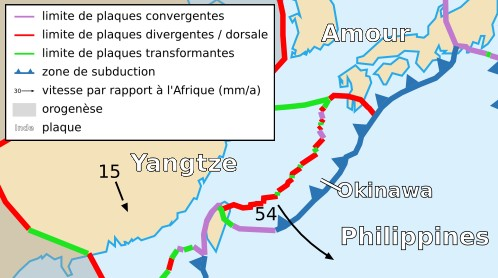
Розташування Новогибридської плити

Плита Окінава — довга вузька тектонічна плита. Має площу — 0,00802 стерадіан. Зазвичай розглядається у складі Євразійської плити.
Розташована між північним узбережжям Тайваню й південним узбережжям Кюсю. На сході обмежена зоною субдукції Філіппінської плити, що утворює жолоб Рюкю. На заході відокремлена дивергентною границею, що утворює жолоб Окінава й зворотну острівну дугу від плити Янцзи (яку зазвичай розглядають у складі Євразійської плити). На півночі дивергентна границя з Амурською плитою.